# Bruno von Openkowski
Bruno von Openkowski, auch: Bruno von Oppenkowski, polnisch: Brunon Openkowski oder Opęchowski, (* 11. September 1887 in Nerwigk, Ermland; † 22. Januar 1952 in Stettin) war ein deutsch-polnischer Jurist und Publizist.

## Leben

### Herkunft, Jugend und Bildung
Die Familien der masowischen szlachta Opęchowski und Gratkowski siedelten Anfang der 1480er Jahre auf der Dorfwüstung Sauerbaum. In den Jahren 1772/73 war der Grundbesitz von 58 Hufen zwischen die Familien von Gratkowski, von Knobelsdorff, von Koszciesza und von Oppenkowski verteilt.
Bruno von Openkowski war Sohn des Dorflehrers in Nerwigk, Adalbert von Oppenkowski (1855–1905) und dessen Ehefrau Franziska geb. Sadrinna. In den Jahren 1901–1909 besuchte er das Gymnasium und Lyceum Hosianum in Braunsberg, dann seit dem Jahr 1910 studierte er Rechts- und Staatswissenschaften an der Albertus-Universität Königsberg. Er war aktives Mitglied bei SpVgg ASCO Königsberg und erzielte im Jahr 1921 einige Siege bei Leichtathletik-Wettkämpfen. Anschließend promovierte er auf der Fakultät für Rechts- und Staatswissenschaften im August 1916 mit der Dissertation Die Aufgaben des ländlichen Genossenschaftswesens in Preussen an der Julius-Maximilians-Universität Würzburg unter Promotor Georg von Schanz zum Doktor der Rechte (Dr. iur.).
Während des Ersten Weltkriegs schwor er Eid auf den Kaiser Wilhelm II. und diente in der Kaiserlichen Armee.

### Beruf und Wirken
Nach der Entlassung aus dem Wehrdienst war er zuerst in Braunsberg, dann seit dem Jahr 1920 in Berlin als Rechtsanwalt tätig. Bruno von Openkowski war Mitglied und seit dem Jahr 1924  Syndikus und Treuhänder beim Bund der Polen in Deutschland in Berlin und veröffentlichte mehrere Artikel in der Zeitschrift Kulturwehr über die Lage der nationalen Minderheiten in Deutschland. Im August 1930 heiratete er die polnische Konsularbeamtin Julianna Szymońska. Im Sommer 1931 vertrat er Kurt Obitz vor einem Gericht in Berlin. Als einer der Delegierten des Verbandes der nationalen Minderheiten in Deutschland wurde er gemeinsam mit Jan Kaczmarek und Jan Skala am 5. November 1937 vom Reichskanzler Adolf Hitler empfangen.
Nach dem Überfall auf Polen im September 1939 wurde den Vertretern des Bundes der Polen in Deutschland von Openkowski, Michallek und Lemańczyk am 7. September 1939 das Verbot jeglicher Tätigkeiten erteilt. Für die Hilfeleistung an die Mitglieder des Bundes der Polen in Deutschland und polnische Zwangsarbeiter wurde er im Jahr 1940 und 1944 von der Gestapo in Berlin verhaftet. Nach Kriegsende war er seit 1945 als Präses des Komitees für die Heimkehr der Polen aus Deutschland (Komitet ds. Repatriacji Polaków z Niemczech) tätig, wanderte im Jahr 1948 von Berlin nach Stettin (Volksrepublik Polen) aus und war bis Lebensende als Justiziar am örtlichen Gesundheitsamt angestellt.

## Auswahl von Schriften
- Die Aufgaben des ländlichen Genossenschaftswesens in Preussen. (Inaugural-Dissertation, 139 Seiten), Ostpreußische Druckerei, Königsberg 1916.[4]
- Preußische Minderheitenpraxis. Eine Demonstration ad oculos bezüglich der Staatsbürgerlichen Gleichbehandlung der Minderheiten in Preussisch-Deutschland. In: Kulturwille 9, Berlin 1925, S. 387–392.
- Das geltende Recht der nationalen Minderheiten. In: Kulturwehr 3, Berlin 1926, S. 109–116.
- Theorie und Praxis. Ein Beitrag zur preussischen Minderheitenpolitik in der Provinz Oberschlesien. In: Kulturwehr, Berlin 1926.
- Das geltende Recht der nationalen Minderheiten in Deutschland. In: Kulturwehr, Berlin 1927, S. 193–241.
- Worte und Taten. Antiquarisches Minderheitenrecht in Preußen. In: Kulturwehr, Berlin 1928, S. 154–170.
- Ist Artikel 113 der deutschen Reichsverfassung positives Recht?. In: Kulturwehr, Berlin 1931, S. 125–160 (online).
- Der Kampf um die polnische Minderheitenschule in Preußen. Ablehnende Entscheidung des Preußischen Oberverwaltungsgerichts in der Frage der Rechtskontrolle. In: Kulturwehr, Berlin 1932, S. 277–289.
- Der Wahlkampf der polnischen Minderheit bei den preußischen Landtagswahlen 1932. In: Kulturwehr 8, Berlin 1932, S. 99–122.